# Paragraecia maculata
Paragraecia maculata är en insektsart som beskrevs av Sigfrid Ingrisch 1998. Paragraecia maculata ingår i släktet Paragraecia och familjen vårtbitare. Inga underarter finns listade i Catalogue of Life.